# Knema scortechinii
Knema scortechinii är en tvåhjärtbladig växtart som först beskrevs av George King, och fick sitt nu gällande namn av James Sinclair. Knema scortechinii ingår i släktet Knema och familjen Myristicaceae. Inga underarter finns listade i Catalogue of Life.